# Estación de Fiñana
Fiñana es una estación de ferrocarril situada en el municipio español de Fiñana, en la provincia de Almería, comunidad autónoma de Andalucía. Dispone de servicios de Larga y Media Distancia operados por Renfe.

## Situación ferroviaria
La estación se encuentra en el punto kilométrico 181,8 de la línea férrea de ancho ibérico Linares Baeza-Almería, a 942 metros de altitud, entre las estaciones de Huéneja-Dólar y Abla-Abrucena. El tramo es de via única y está electrificado.

## Historia
La estación entró en servicio en 1895 con la apertura del tramo Guadix-Almería de la línea férrea que pretendía unir Linares con Almería. La construcción del trazado no se completaría hasta 1904 debido a las dificultades encontradas en algunos tramos.
Su construcción corrió a cargo de la Compañía de los Caminos de Hierro del Sur de España, que mantuvo su titularidad hasta 1929, cuando pasó a ser controlada por la Compañía de los Ferrocarriles Andaluces. La compañía de «Andaluces», como así se le conocía popularmente ya llevaba años explotando la línea tras serle arrendada la misma en 1916. Un alquiler no demasiado ventajoso y que se acabó cerrando con la anexión de la compañía. En 1936, durante la Segunda República, «Andaluces» fue incautada debido a sus problemas económicos y se asignó a la Compañía Nacional de los Ferrocarriles del Oeste la gestión de las líneas que «Andaluces» explotaba.
En 1941, tras la nacionalización de los ferrocarriles de ancho ibérico, las instalaciones pasaron a formar parte de la recién creada RENFE. Con el paso de los años en torno a la estación se fue formando un núcleo poblacional, dependiente del municipio de Fiñana, que para 1950 tenía un censo de 182 habitantes.
Desde el 1 de enero de 2005 Renfe Operadora explota la línea mientras que Adif es la titular de las instalaciones ferroviarias.

## La estación
Su edificio para viajeros está formados por una estructura de planta baja rectangular al que se adosa una torre de dos alturas, estando tapiados los vanos inferiores. Cuenta con dos andenes, uno lateral y otro central al que acceden tres vías. Conserva antiguas aguadas y sus correspondientes depósitos de agua.
Está situada a una distancia de 2,4 kilómetros del núcleo urbano, por la carretera AL-6401.

## Servicios ferroviarios

### Larga distancia
Renfe presta servicios de Larga Distancia en la estación mediante un Intercity procedente de Almería y destino Madrid-Chamartín. La relación inversa no se detiene en Fiñana. 

### Media distancia
A través de su línea 68 Renfe une Granada con Almería usando trenes MD. El trayecto se cubre con dos relaciones diarias por sentido. 